# Чеймберс, Адрон
Адрон Ламар Чеймберс (англ. Adron Chambers; родился 8 октября 1986 года в городе Пенсакола, Флорида, США) — американский бейсболист. Играет на позиции аутфилдера.

## Карьера
Выбран «Кардиналами» в 38 раунде драфта 2007 года. 12 июня подписал контракт с клубом. Прошёл все команды организации, сочетая неплохой процент отбивания с отличной скоростью и действиями в филдинге.
6 сентября 2011 года вызван в МЛБ. В этот день он вышел пинч-раннером в поединке против «Брюэрс». 16 сентября в поединке против «Филлис» вышел второй раз на биту в карьере, пинч-хиттером, выбил первый хит, который принёс первый RBI и вывел «Кардиналов» вперёд в 11-м иннинге. В том же сезоне принимал участие в Серии Дивизионов и Серии Лиги, где, выходя пинч-хиттером, выбил по одному RBI в каждой. Был на скамейке запасных во время седьмого матча Мировой Серии, где «Кардиналы» праздновали победу и выиграли титул.
В 2012 году находился в подвешенном состоянии между майнор-лигой и МЛБ. Выходил в основном пинч-раннером в концовках матчей из-за своей большой скорости. Принимает участие в постсезоне, где выходит в концовках матчей в аутфилд для надёжности ловли.